# Gedenke, Herr, wie es uns gehet, BWV 217
 Gedenke, Herr, wie es uns gehet, BWV 217 (Recorda, Senyor, com ho estem fent) és una cantata -atribuïda inicialment a Johann Sebastian Bach-, per al primer diumenge després de la Trinitat, d'autor desconegut – probablement de J. C. Altnicol–. En l'edició de 1990 del catàleg de Bach correspon a 217/Anh. II 23.

## Discografia seleccionada
- The Apocryphal Bach Cantatas BWV 217-222. Wolfgang Helbich, Steintor Barock Bremen, Alsfelder Vokalensemble, Johanna Koslowsky, Kai Wessel, Philip Langshaw. (CPO), 1992.